# Marino Dandolo
Marino Dandolo (em grego: Μαρίνος Δάνδολος; m. antes de 1243) foi um nobre italiano, membro da proeminente família Dandolo,[a] e o primeiro governante latino da ilha de Andros após a Quarta Cruzada. Ele acompanhou Marco Sanudo na conquista das ilhas egeias em 1207 e foi recompensado com o controle da ilha de Andros como um sub-feudo. Ele foi removido da ilha cerca de 1239 por Geremia Ghisi, e morreu em exílio antes de agosto de 1243.